# نفرحتپس (همسر اوسرکاف)
| nfr | Htp · t · p | s |

| nfr | Htp · t · p | s |

نفرحتپس (انگلیسی: Neferhetepes؛ درگذشت حوالی ۲۴۸۰ ق.م.) یک ملکه همسر در مصر باستان بود که در دوران حکمرانی دودمان پنجم مصر زندگی می‌کرد. او همسر فرعون اوسرکاف و مادر ساحورع و به احتمال زیاد مادر مرت‌نبتی همسرِ ساحورع بود. لقب‌های رسمی او مادر پادشاه مصر علیا و سفلی و دختر خدا بود. وی به احتمال زیاد در هرمی کوچک در مجاورت هرم اوسرکاف دفن شده است.